# Gongpo
De Gongpo zijn achttien klassen van betoverde demonen in de geschiedenis van Tibet.
In de legendarische geschiedenis speelden ze de rol van heersers van Tibet en in de geschiedenis van het Tibetaans boeddhisme werden ze bedwongen, en gewonnen voor het boeddhisme.
Ze bestonden uit twee klassen, waaronder de acht Gyalpo-geesten, waartoe Gyalpo Pehar behoort en waarvan geloofd wordt dat die het Tibetaans staatsorakel van advies dient.

## Legendarische geschiedenis
De demonen werden in de legendarische geschiedenis aangevoerd door Yam-shud dMar-po (Wylie) die verkeerde op aarde en in de atmosfeer.
In de legendegeschiedenis van Tibet gaan ze vooraf aan de aapafstammelingen van Zodang Gongpori. Het tijdstip wordt gezien als een overgang in de steentijd naar een meer neolithische cultuur in Tibet.

## Tibetaans boeddhisme
In de 8e eeuw teisterden de Gongpo, in deze context ook wel de hoogpmoedige demonen genoemd, het land met hun slechtheid. De Tibetaanse geestelijke Padmasambhava arriveerde vervolgens in Tibet en dwong ze een eed af te leggen ter bescherming van het boeddhisme.
Tegenwoordig worden ze in het Tibetaans boeddhisme ritueel uitgedreven met nepoffers (glud) en draadkruisen (mdos).